# Svatý Menas
Svatý Menas (také Minas, Mina, Mena, Mennas) (285 – asi 309) mučedník a divotvůrce je jedním z nejznámějších egyptských světců, uctívaný v celém křesťanstvu.

## Krátký životopis
Narodil se ve vesnici Niceous (Nakiyos nebo Nikiu) poblíž egyptské Memfidy, v patnácti letech vstoupil do římské armády, z níž po třech letech odešel, aby mohl Kristu sloužit jako poustevník na poušti. Zemřel jako mučedník pro křesťanskou víru.

## Ostatky a úcta
Po jeho popravě skryla ostatky jeho těla sestra v jednom kostele v Alexandrii, po skončení pronásledování bylo podle zjevení patriarchy sv. Atanáše jeho tělo přeneseno na velbloudovi do pouště u jezera Marjut, kde velbloud odmítl jít dále. Na hrobě mučedníka vznikl kostel a klášter, nedaleko vytryskl pramen léčivé vody. Proto si poutníci odnášeli vodu ve zvláštních lahvích, které jsou archeologicky doloženy po celém Středomoří i v Británii. Klášter zanikl, ale na přání koptského papeže Kyrilla VI. byl ve druhé polovině 20. století vybudován nový klášter. Po Sv. Menovi je nazvána obec San Menaio na poloostrově Gargano v Itálii.